# Oleksandr Sjejdyk
Oleksandr Volodymyrovytsj Sjejdyk (Oekraïens: Олександр Володимирович Шейдик) (Rivne, 13 september 1980) is een Oekraïens voormalig wielrenner.

## Belangrijkste overwinningen
2007
3e etappe Ronde van Servië
2010
1e etappe Grote Prijs van Adygea
3e en 4e etappe deel A Ronde van Szeklerland
3e etappe Ronde van de Pyreneeën
2014
Bergklassement Grote Prijs van Sotsji

## Resultaten in voornaamste wedstrijden
| Jaar |  | WK op de weg |
| ---- |  | ------------ |
| 2010 |  | 67e          |
| 2011 |  | 145e         |

## Ploegen
- 2008 –  ISD-Sport-Donetsk
- 2009 –  ISD-Sport-Donetsk
- 2010 –  ISD Continental Team
- 2011 –  ISD-Lampre Continental
- 2012 –  Lampre-ISD
- 2013 –  ISD Continental Team
- 2014 –  ISD Continental Team

Anacona ·
Bertagnolli ·
Boets · 
Bole ·
Bono ·  
Cimolai ·   
Cunego ·
Graziato ·
Hondo ·
Kostjoek ·
D. Kryvtsov ·
J. Krivtsov ·
Kvatsjoek ·
Lloyd ·
Malori ·
Marzano ·
Mori ·
Niemiec ·
Petacchi ·
Pietropolli ·
Possoni ·
Righi ·
Scarponi ·
Sjejdyk ·
Spezialetti ·
Stortoni ·
Ulissi ·
Viganò ·
Cattaneo (stagiair) ·
Viola (stagiair) ·
Wackermann (stagiair)